# Oventic Grande
Oventic Grande es una localidad del municipio de Larráinzar ubicado en la región de Los Altos del estado mexicano de Chiapas.

## Geografía
La localidad de Oventic Grande se sitúa en las coordenadas geográficas 16°55′47″N 92°46′39″O / 16.929722, -92.777500, a una elevación de 1,849 metros sobre el nivel del mar.

## Demografía
Según el Censo de Población y Vivienda 2020, efectuado por el Instituto Nacional de Estadística y Geografía, la localidad de Oventic Grande tiene 198 habitantes, de los cuales 380 son del sexo masculino y 428 del sexo femenino. Su tasa de fecundidad es de 2.57 hijos por mujer y tiene 40 viviendas particulares habitadas.
| Gráfica de evolución demográfica de Oventic Grande entre 1921 y 2020 |
|                                                                      |
| INEGI.                                                               |